# 乾正士

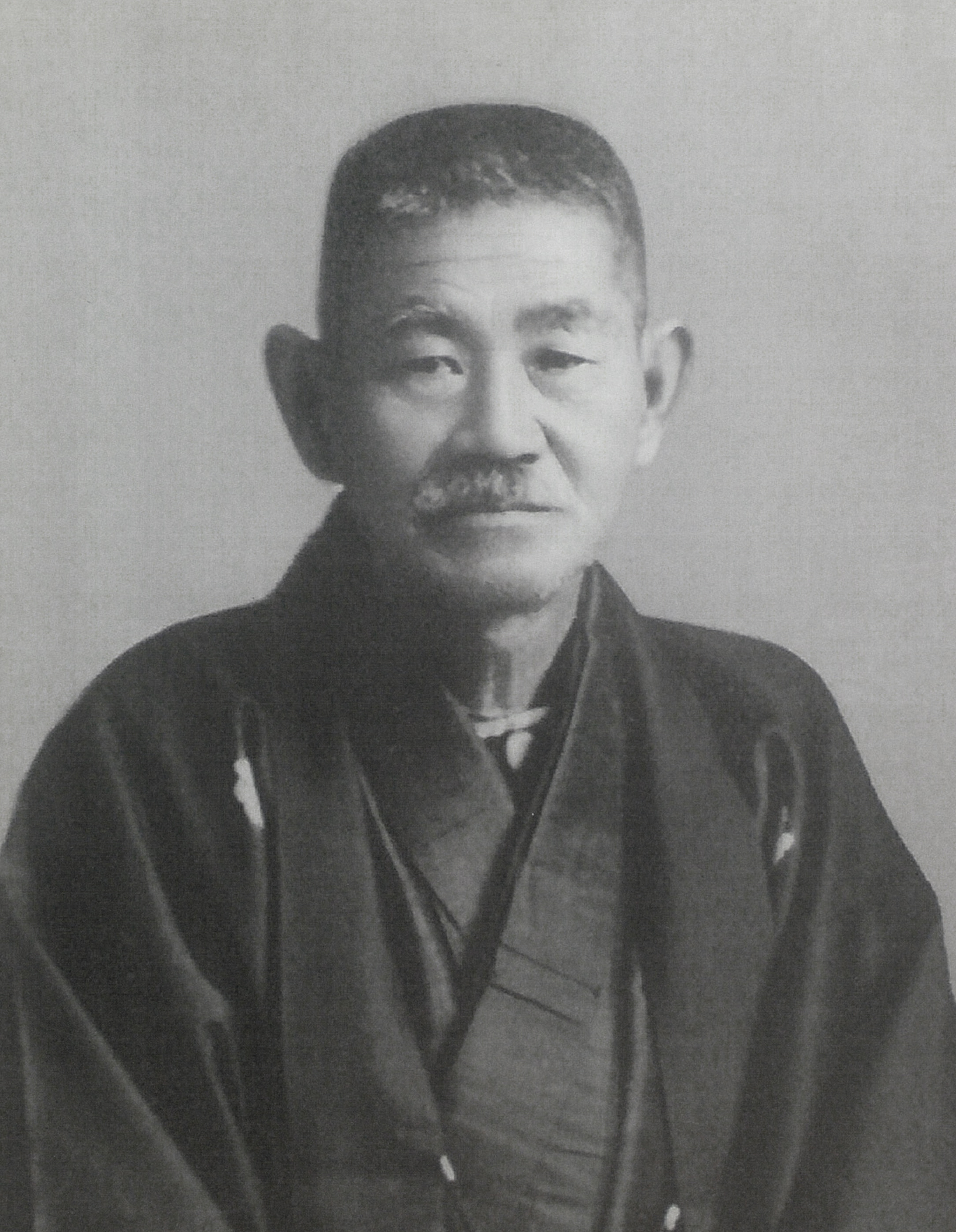
乾正士（1868年-1941年）

乾正士（日语：／ Inui Seishi，1868年4月17日—1941年6月18日），本籍日本高知縣，爲日本明治時代之台灣日治時期郵便電信局書記官，日本士族。

## 生平

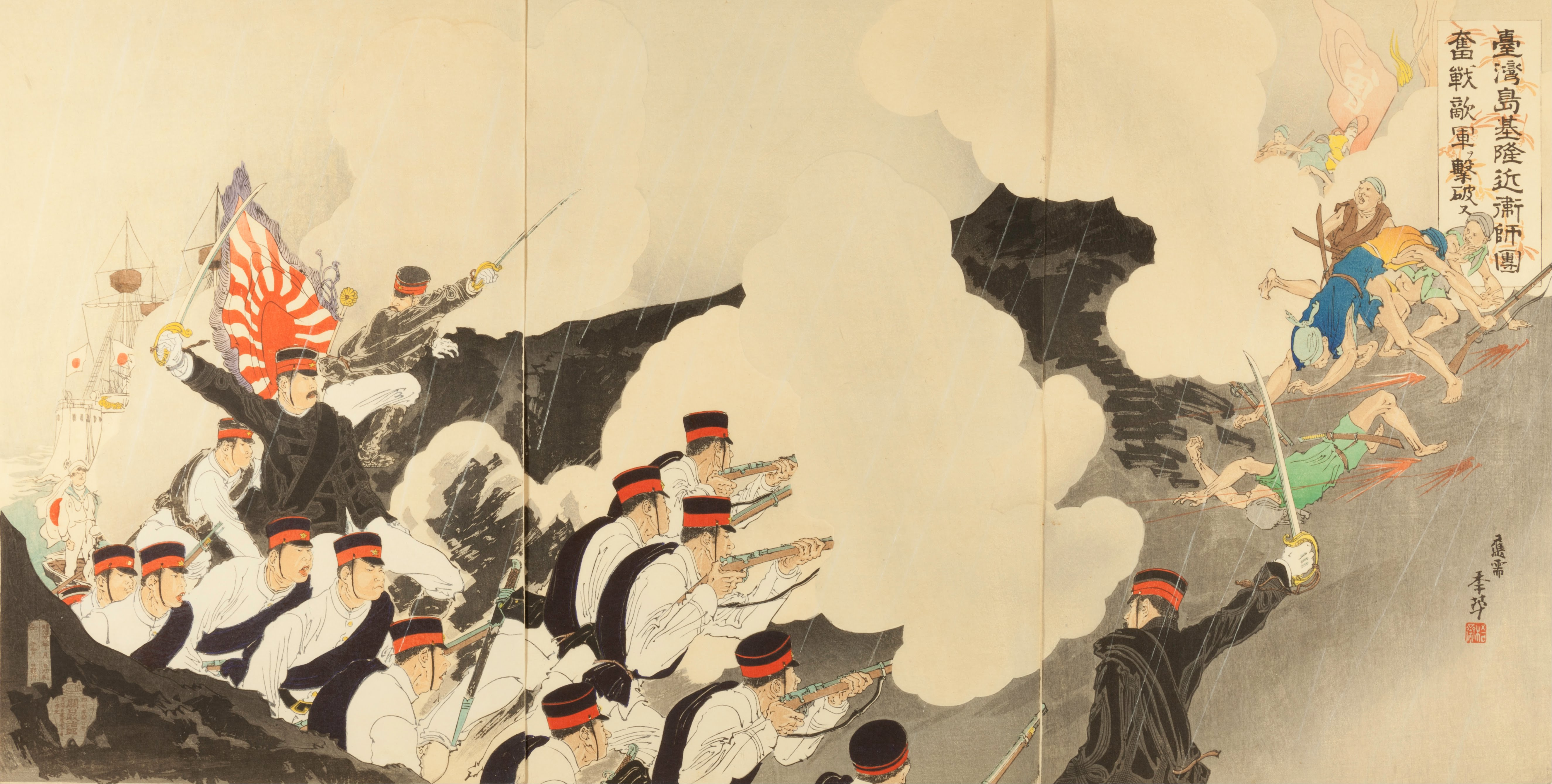
征台之役

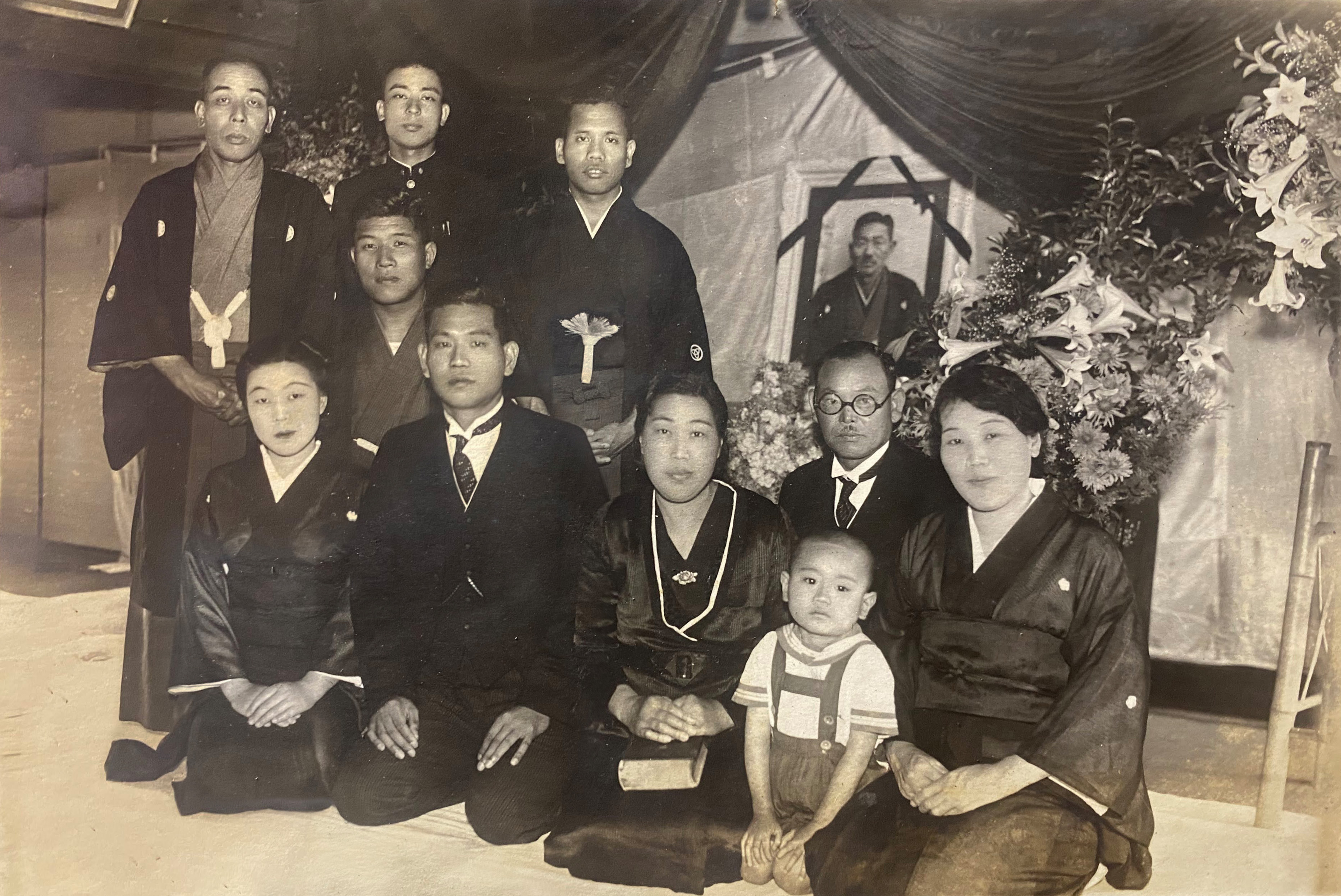
乾正士的葬儀（前列乾一郎、川瀬徳太郎、中列板垣正貫、後列片岡孝）

乾正士是日本土佐（今 高知縣）藩士板垣退助（乾正形）的次男，生母是土佐藩醫萩原三圭（Dr. Hagiwara Sankei）的妹妹藥子（Yakushi）。
後來成爲退助親屬，乾正厚（Inui Masahiro）的養子。
他畢業於東京専門學校（今 早稻田大學），入營於近衞師團。
他於1895年従軍征台之役。是時近衞師團頗有戰功。
1897年任臺灣總督府東港郵便電信局 書記官。之後，他罹於瘧疾，爲療養而歸於内地。
他於1901年2月7日婚姻於日本長野縣養蠶術研究家 高野成雄（Takano Shigeo）的長姉，高野八重野（Takano Yaeno）。
1917年9月30日受洗於日本高知教會。
1919年2月1日他的長女，乾美世子（Inui Miyoshi）是婚姻於日本福音路德八幡教會牧師，川瀬德太郎（Kawase Tokutaro）。
1937年3月，次女乾朝子與中村清次郎結婚。
1941年6月18日召天。享年74歳。

## 親屬
- 養祖父：乾正春（日语：乾正春）[8]
  - 養父：乾正厚（日语：乾正厚）
  - 養母：明神善秀（日语：明神善秀）的姉
  - 實父：板垣退助
  - 實母：萩原静安（日语：萩原静安）的長女
    - 本人：乾 正士
    - 妻：乾八重野（高野直作（日语：高野成雄#家族）的長女）
      - 長男：乾一郎 -（天理語學専門學校 英語科・德語科教授）
      - 長男的妻：乾富美子 -（大阪外國語大學俄羅斯語科教授 片岡孝的長姉）
        - 孫(長女)：高岡眞理子 -(KDDI株式會社取締役 高岡功[9][10]夫人)[11]
          - 曾孫：高岡功太郎
          - 曾孫：井深美香 -（井深仁司[12]の妻）

      - 長女：川瀬美世子 -（牧師・川瀬德太郎（日语：川瀬徳太郎）[13][14][15]夫人）
        - 孫(長女)：川瀬勝世 -（片岡孝的妻、之後離縁）
        - 孫(二女)：杉崎光世（日语：杉崎光世） -（九州國際大學法學部名譽教授[16]）

      - 二女：中村朝子
        - 孫(長女)：中村純子
          - 曾孫(長男)：中村直敬
          - 曾孫(二男)：中村和敬